# Santa Maria del Priorat de Castellfollit
Santa Maria del Priorat de Castellfollit és una església de Castellfollit de Riubregós (Anoia) declarada bé cultural d'interès nacional.

## Descripció
L'església de Santa Maria es troba a la vall del riu Llobregós, prop del poble de Castellfollit, vora la carretera de Ponts i al costat del cementiri municipal. Es tracta d'una església romànica que ha conegut diverses modificacions. És de planta de creu llatina, amb la nau coberta amb volta de canó apuntat i un presbiteri quadrat, decorat exteriorment amb arcuacions i bandes llombardes sota un fris de dents de serra. A banda i banda del presbiteri s'afegiren posteriorment sengles cossos d'edificació (una capella gòtica, coberta amb volta de creueria, al costat nord, i l'antiga sagristia al costat sud), que ocupen el lloc d'unes primitives absidioles de planta circular, de les quals s'ha trobat el basament. Això fa que la capçalera original fos molt semblant a la de Sant Sebastià de Montmajor (Caldes de Montbui), documentada des del 1065.
A la intersecció de la nau amb el creuer s'alça un cimbori de planta circular, sobre el qual hi ha l'arrencada del que hauria estat el campanar. Al braç nord del creuer s'obren una porta d'estil romànic tardà, ara tapiada, i damunt seu, una finestra triforada, modificada en la restauració dels anys 1930. A l'interior, dins dels murs de la nau, s'obriren en època gòtica dues capelles laterals d'arc apuntat, amb uns bells relleus escultòrics. A la façana de ponent, totalment llisa, s'obren un petit portal d'arc conopial i un ull de bou. Un campanar d'espadanya de la mateixa amplada de la nau la remata. La façana de migdia, on hi ha el portal d'accés, que és protegit per un atri amb uns arcosolis a cada costat. Té adossat un cos d'edifici corresponent a l'antic priorat, del qual resten només unes arcades lleument apuntades i una planta baixa coberta amb volta.
A tocar de l'església, una casa de principis del segle xviii que formava part del priorat, ha estat arranjada recentment per la Diputació de Barcelona.
L'edifici del priorat és el cos més modern, hi ha la data de 1740 a la porta principal. Té planta rectangular, fet de paredat comú i carreus a les zones angulars. Té soterrani, planta baixa dos pisos i golfes. La coberta és a dues aigües i de teula àrab. La façana principal, orientada sud-oest, té diverses obertures de formes i mides diferents (alternades a la primera planta), però col·locades harmònicament. La porta principal és situada en un extrem, és adovellada de mig punt i al damunt seu, pertanyent al primer pis, hi ha un balcó amb barana de ferro.
Aquesta edificació amb les més antigues (sala gòtica, etc.) es comuniquen mitjançant un pati quadrangular, que conserva un tram d'escala que en part ja existia.

## Història
L'església de Santa Maria de Castellfollit de Riubregós, que és esmentada l'any 1078, fou reedificada poc després, i consagrada de nou el 1082 per Bernat Guillem, bisbe d'Urgell. El 1093 fou cedida al monestir de Sant Benet de Bages, perquè hi fundés un priorat. Per això, des del segle xii es denominà Santa Maria del Priorat.
El priorat decaigué a principis del segle xv, i a partir del 1593 passà a dependre amb Sant Benet de Bages del monestir de Montserrat, fins a la seva exclaustració definitiva el 1835. Conservà el culte fins al 1916. En els anys 1930 la Generalitat republicana hi dugué a terme algunes obres de consolidació, però no ha estat restaurada definitivament fins al 1982-86, també a càrrec de la Generalitat de Catalunya.
L'església del priorat benedictí, dependent del monestir de Sant Benet de Bages, fou consagrada el 22 de setembre del 1082 per Bernat Guillem, bisbe d'Urgell, amb l'assistència de Dalmau, senyor del lloc, i de Folch, ardiaca i més tard vescomte de Cardona i bisbe de Barcelona. Redactà l'acta un canonge de Sant Ruf d'Avinyo, però no consta que aleshores tingués cap comunitat definida. El 1093 fou cedit al monestir de Sant Benet de Bages.
Al segle xiii era un petit priorat que tenia tres monjos, un prior i un sacerdot que regia la cura d'ànimes annexa al priorat. Subsistí amb característiques monàstiques fins al 1593, però els últims segles sense comunitat residencial.